# Тартарида
Тартаридите (Schizomus crassicaudatus) са вид паякообразни от семейство Hubbardiidae.
Таксонът е описан за пръв път от Октавиъс Пикард-Кембридж през 1872 година.